# Indice di frequenza degli infortuni
L'indice di frequenza di infortuni (anche detto impropriamente frequenza infortuni) è un indice che misura l'incidenza degli infortuni sul lavoro per milione di ore occorsi in un dato periodo, settore e ambito territoriale, relativamente al numero di ore lavorate nel medesimo periodo, settore e ambito territoriale, moltiplicato per un milione (106) in modo da evitare valori numericamente troppo piccoli.
Tale indice è di validità generale, ed essendo normalizzato in relazione a periodo, settore e ambito territoriale, si presta ad effettuare comparazioni attraverso queste tre distinte dimensioni.
Nel calcolo della frequenza degli infortuni si può fare riferimento, anziché al totale complessivo, a tre diverse categorie:
- Infortuni che hanno causato inabilità temporanea;
- Infortuni che hanno causato inabilità permanente;
- Infortuni mortali.

## Procedura di calcolo alternativa
In alcuni casi l'indice di frequenza degli infortuni è calcolato in rapporto ad un migliaio di addetti anziché ad un milione di ore. Tale procedura, sebbene meno accurata di quella canonica, è più agevole da calcolare e in assenza di un dato sulle ore lavorate permette di elaborare ugualmente l'indice.

## Significato degli elementi costitutivi
- Infortuni = numero di infortuni verificatisi in un dato periodo, settore e ambito territoriale
- Ore lavorate = ore lavorate nel medesimo periodo, settore, ambito territoriale a cui si riferiscono gli infortuni.